# Збірна Малайзії з футболу
Збірна Малайзії з футболу (малай. Pasukan bola sepak kebangsaan Malaysia) — збірна, що представляє Малайзію на міжнародних футбольних змаганнях. Керує збірною Футбольна асоціація Малайзії.
Збірна Малайзії ніколи не виходила на чемпіонат світу з футболу. Найбільші досягнення: потрапляння на Олімпійські ігри 1972 і 1980 років, бронзова медаль на Азійських іграх 1974, перемога на чемпіонаті АСЕАН 2010 року. Станом на 3 квітня 2025 посідає 131-e місце у рейтингу футбольних збірних світу.

## Історія
До створення Малайзії 16 вересня 1963 року, команда виступала як збірна Малайї. Найбільшим досягненням збірної Малайї була бронза Азійських ігор 1962 року, що відбулися в Джакарті, Індонезія.
Після створення Футбольної асоціації Малайзії 1963 року, команда стала відома як збірна Малайзії з футболу. Малайзія кваліфікувалась на Олімпійські ігри 1972 в Мюнхені, пройшовши Японію, Південну Корею, Тайвань та Філіппіни. Хоча їм вдалося перемогти Сполучені Штати 3:0, вони програли два інші матчі, поступившись 0:3 ФРН та 0:6 Марокко. Два роки потому Малайзія виграла свою другу бронзову медаль на Азійських іграх 1974, перемігши Північну Корею 2:1. Команда двічі поспіль кваліфікувалася на Кубок Азії, в 1976 і 1980 роках. Хоча збірна пройшла відбір на Олімпіаду 1980 року в Москві, але Малайзія приєдналася до бойкоту ігор.
У 1994 році футбол в Малайзії був втягнутий в один з найбільших корупційних скандалів в країні. Через відсутність коштів Малайзія не змогла повторити досягнення 1970-х і 1980-х років, попри запрошення тренером Клода Ле Руа.
29 грудня 2010 року збірна Малайзії вперше в історії здобула перемогу на чемпіонаті АСЕАН. Перший матч фіналу проти збірної Індонезії футболісти з Малайзії виграли з рахунком 3:0, другий — завершився з рахунком 2:1 на користь Індонезії, за результатами двох матчів переможцями турніру стала збірна Малайзії. У зв'язку з перемогою влада Малайзії оголосила п'ятницю, 31 грудня, неробочим днем .

## Чемпіонат світу
- з 1930 по 1970 — не брала участь
- з 1978 по 2014 — не пройшла кваліфікацію

## Кубок Азії
- з 1956 по 1972 — не пройшла кваліфікацію
- 1976 — груповий етап
- 1980 — груповий етап
- 1984 — не пройшла кваліфікацію
- 1988 — не пройшла кваліфікацію
- 1992 — не пройшла кваліфікацію
- 1996 — не пройшла кваліфікацію
- 2000 — не пройшла кваліфікацію
- 2004 — не пройшла кваліфікацію
- 2007 — груповий етап
- 2011 — не пройшла кваліфікацію

## Досягнення
- чемпіонат АСЕАН (2010)